# Far Cry 3
A Far Cry 3 egy videójáték, amit a Ubisoft Montreal fejlesztett ki és a Far Cry harmadik része. A Dunia Engine 2 hajtja, zenéit Brian Tyler szerezte. Európában 2012. november 30-án jelent meg, és még abban az évben az év akciójátékának választották.

## Történet
Jason Brody családtagjaival és barátaival landol ejtőernyővel Rook szigetén. Azonban a helyi drogkereskedő/termelő banda, vagy ahogy magukat hívják, "kalózok" , foglyul ejtik őket. Grant (Jason bátyja) és Jason próbál megszökni, azonban Vaas, a kalózok vezetője már a legelején torkon lövi Grantet. Jason menekülésbe kezd a dzsungelen át, mögötte a vérszomjas kalózokkal. Jason a menekülése végén egy hídra kerül, ám a híd leszakad és Jason a folyóba esik és eszméletét veszti. Egy helyi ellenálló menti meg, akit Dennis Rogers-nek hívnak és ő lesz főhősünk tanítója. Dennis megtanítja Jasonnek, hogyan készítsen különféle gyógyszereket a szigeten található növényekből, és hogyan aktiváljon rádiótornyokat. Első bevetése alkalmával egy ellenséges állomást kell elfoglalnia annak reményében, hogy Jason barátnője, Lisa ott van, de az infó tévesnek bizonyul. Dennis Jasont egy hegyen lakó orvoshoz küldi, ahol megtalálja egyik barátját, Daisyt, akit szörnyű sebek borítanak. Dr. Earnhardt egy gombát kerestet meg Jasonnel, amiből gyógyszert tud készíteni Daisynek. Ezután Jason Dennistől megtudja, hol van Lisa valójában. Útja egy barlangba vezet, ahol egy kiadós öldöklés után Vaas leüti Jasont. Miután felébred, egy elhagyatott hotelben találja magát, Lisával és Vaasal, aki benzinnel felgyújtja a helyet. Miután egy zuhanás után kimenti Lisát az éppen összeomló épületből, menekülniük kell. Ezek után Jason elviszi Lisát Dr. Earthard-hoz. Ezután a csapat többi tagjának megmentése következik.

## Szereplők
Jason Brody: A történet főhőse, akit irányíthatunk. Jason mindenáron meg akarja menteni barátait.
Grant Brody: Jason idősebb testvére.
Riley Brody: Jason fiatalabb testvére.
Liza Snow: Kezdő színész, Jason barátnője.
Daisy Lee: Daisy egy fiatal úszó, Grant barátnője.
Dennis Rogers: Libériai származású egykori autószerelő. Egy a harcosok közül, ő menti meg a főhőst és ő készíti el a tatouját.
Dr. Alec Earnhardt: Öreg drogfüggő orvos, aki a kalózoknak dolgozik, ennek ellenére bújtatja a barátainkat.
Buck: Buck egy szadista és a főhős barátjának, Keith Ramsay-nek a fogvatartója. Hoyt Volkernek dolgozik.
Hoyt Volker: A zsoldosok vezetője. Emellett  gazdag drog- és rabszolgakereskedő. Fő bázisa az északi szigetrészen helyezkedik el.
Vaas Montenegro: A kalózok brutális, szadista és pszichopata vezetője. Citra testvére. Hoyt Volkernek dolgozik.
Sam Becker: Egy CIA ügynök a zsoldosok közt.
Citra Talgumai: A helyi törzs vezetője. Vaas testvére.

## Fegyverek
A Far Cry 3 forradalmasította előzményeit.[pontosabban?] A fegyvereket megvehetjük vagy akár ingyenesen is hozzájuthatunk mellék küldetés teljesítésével és fejleszthetjük is. Távcsővel és különféle szerelékekkel láthatjuk el.
A szokásos fegyver típusokon kívül, a játékban vásárolható visszacsapó íj és lángszóró is.

## A 2012-es év legjobb játéka
A Far Cry 3 lett talán a legsikeresebb Far Cry rész. A történet jól kidolgozott és több szálban fonódik. A terület óriási és változatos. A játékosoknak vadászniuk kell, hogy minél több fegyver, gránát, rakéta stb. fegyvereket és eszközöket szerezhessenek. Az egyes növények begyűjtése speciális készítmények elkészítését teszi lehetővé amelyek időleges képességeket adnak mint például, vadászösztön tűz ellen állás vagy vízalatti légzés.
A játék során tapasztalati pontokat kap a játékos, amelyeket egy képesség-fa alapján költhet el. A megszerzett képességek a főszereplő karján látható tetoválás egy-egy újabb részeként jelennek meg. Az utolsó képesség elérésével teljessé válik a "tatou".